# Chetostoma rubidum
Chetostoma rubidum är en tvåvingeart som först beskrevs av Daniel William Coquillett 1899.  Chetostoma rubidum ingår i släktet Chetostoma och familjen borrflugor. Inga underarter finns listade i Catalogue of Life.